# Acherontia pseudatropos
Acherontia pseudatropos är en fjärilsart som beskrevs av Johannes Karl Max Röber 1933. Acherontia pseudatropos ingår i släktet Acherontia och familjen svärmare. Inga underarter finns listade i Catalogue of Life.